# Desde arriba es diferente
Desde Arriba Es Diferente es el primer EP de la banda colombiana Ekhymosis. En él colaboran por única ocasión el cantante Toto Lalinde y el bajista Felipe Zarate quien sería reemplazado más tarde por José Uribe y Juanes pasaría a ser el guitarrista y cantante.

## Listado de canciones
| N.º | Título                      | Duración |  |
| 1.  | «Desde Arriba Es Diferente» | 3:20     |  |
| 2.  | «Escrito Sobre El Agua»     | 4:19     |  |

## Formación
- Juanes - Voz, Guitarra.
- Andrés García - Guitarra
- Felipe Zarate - Bajo.
- Esteban Mora - Batería.

- Datos: Q20014533